# Solaris (film 1972)
Solaris (in russo Солярис?, Soljaris) è un film del 1972 diretto da Andrej Tarkovskij, tratto dall'omonimo romanzo del 1961 dell'autore polacco Stanisław Lem. Presentato in concorso al 25º Festival di Cannes, ha vinto il Grand Prix Speciale della Giuria. È considerato in assoluto uno dei più grandi film della storia del cinema e uno dei risultati più alti della fantascienza mondiale.

## Trama
In un futuro imprecisato, la "Solaristica" è l'insieme di discipline scientifiche intorno allo studio di Solaris, un pianeta extrasolare ricoperto da un misterioso oceano gelatinoso e dalla natura imperscrutabile. Lo psicologo Kris Kelvin è in procinto di partirvi per decidere le sorti della stazione scientifica orbitante il cui equipaggio è ormai ridotto a tre componenti.
Trascorrendo gli ultimi giorni nella dacia paterna, immerso nei ricordi in compagnia dell'anziano genitore, conscio di non rivederlo mai più data la lunghezza del viaggio, riceve la visita indesiderata dell'amico di famiglia Henri Berton, venuto ad avvertirlo degli strani e sconvolgenti fenomeni ai quali avrebbe assistito anni prima sul pianeta. Una commissione del Consiglio Astronautico aveva liquidato la sua testimonianza come frutto di allucinazioni, scetticismo confermato dallo stesso Kris, che sfiduciato considera la "Solaristica" stessa una branca scientifica inutile, destando la rabbia di Berton che si congeda bruscamente.
Giunto su Solaris, Kris trova la stazione in evidente stato di abbandono fino ad incontrare il Dr. Snaut il quale, visibilmente turbato dal nuovo venuto, conferma l'accadimento di eventi inspiegabili e comunica la recente morte per suicidio del Dr. Gibarian, collega ed amico di Kris. Giunto nella stanza di questi, il protagonista rinviene un messaggio video nel quale il suicida lo mette in guardia dall'influenza del pianeta, capace di far perdere la ragione.
Angosciato Kris si reca presso il laboratorio del Dr. Sartorius, che vi si è barricato dentro, innescandovi un'accesa discussione che viene interrotta da un misterioso nano sgusciato fuori all'improvviso. Lo spaesamento di Kris aumenta quando incrocia per i corridoi un'adolescente, che segue fino alla cella frigorifera dove trova il corpo congelato di Gibarian; Kris barricatosi nel suo alloggio, riprende la visione del video cogliendo un nesso tra il collega morto e la giovanissima. Stravolto e confuso, cade in un sonno profondo.
Risvegliatosi, Kris si trova accanto una donna con le sembianze e gli atteggiamenti di sua moglie Hari, morta suicida dieci anni prima. Kris si rende conto che non si tratta di un sogno e spaventato la convince a entrare in una capsula spaziale, lanciandola nello spazio e rischiando di restare bruciato vivo dai razzi. Soccorso da Snaut, viene messo finalmente al corrente di come questi "ospiti" potrebbero essere una reazione volontaria dell'oceano ai loro esperimenti, dimostrandone così la natura intelligente e la validità degli studi su di esso.
La notte successiva appare una nuova Hari, inconsapevole degli eventi precedenti. Kris riesce a mantenere la calma ed assecondarla. Al risveglio però, quando lui abbandona di nascosto la stanza lasciandola sola, lei sfonda a mani nude la porta metallica, per raggiungerlo. Le ferite della ragazza sembrano guarire all'istante. Lei stessa non si è resa conto di nulla, ma confessa la strana impossibilità ad allontanarsi dall'uomo senza venir assalita da un panico incontrollabile e, a causa di questo, Kris è costretto a portare anche Hari ad un incontro con gli altri due scienziati, presentandola come sua moglie; viene accolta quasi con indifferenza, dal momento che i due che abitano da lungo tempo la stazione sono consci del meccanismo degli "ospiti". I tre discutono e giungono alla conclusione che questi esseri siano creati dall'oceano di Solaris, attingendo dai ricordi e dai pensieri più intimi dei terrestri durante il sonno. Composti non da atomi bensì da neutrini, divengono invulnerabili ed immortali.
Sartorius propone l'utilizzo di un "annichilatore", macchina di sua costruzione in grado di neutralizzarne il campo magnetico che stabilizza la struttura neutrinica, un proposito che incontra la decisa opposizione di Kris. Snaut propone in alternativa di provare a comunicare con Solaris, attraverso la trasmissione di un encefalogramma di un umano sveglio, fornendo così un esempio di pensiero vigile e coerente e sperando in uno sviluppo più costruttivo in questo strano "dialogo".
Durante la festa per il compleanno di Snaut, si ripresentano i contrasti tra gli occupanti della stazione e nella discussione si inserisce anche Hari che vorrebbe essere considerata "umana"; la ragazza infatti sta prendendo sempre più coscienza di sé e della situazione, restando però turbata dalla mancanza di una vera memoria: non riconosce il proprio volto e i suoi ricordi e atteggiamenti le derivano dai ricordi di Kris o se li inventa al momento; la sua natura stessa resta per lei un mistero. Una notte, presa ormai da un'angoscia crescente, la ragazza tenta il suicidio ingerendo dell'ossigeno liquido, ma in breve tempo il suo corpo si rigenera e la giovane resuscita sotto gli occhi atterriti di lui, ormai sinceramente innamorato.
Nonostante il sentimento che li lega, sale un'atmosfera opprimente: ora è Kris a non voler lasciare sola Hari che, dal canto suo, ritiene una normale vita insieme irrealizzabile. Nervosismo e notti insonni portano Kris a una febbre delirante, durante la quale sogna la casa della sua infanzia e sua madre rediviva, che si prende cura di lui. Una volta guarito, Kris apprende da Snaut che Hari si è sottoposta volontariamente all'annichilazione, lasciandogli un biglietto nel quale gli dichiara il suo affetto e lo prega di accettare la sua decisione, presa per liberare entrambi da un sogno impossibile.
In seguito alla trasmissione dell'elettroencefalogramma di Kris, tutti gli "ospiti" sembrano spariti definitivamente e dall'oceano sono emerse delle isole, quasi a testimoniare un avvenuto contatto. Kris ancora sconvolto medita se rimanere nella stazione, nella flebile speranza di rivedere Hari, oppure tornare sulla Terra, rinunciandovi definitivamente. Egli si ritrova nella dacia paterna dove rivede il genitore. Una carrellata aerea a ritroso rivela che non si tratta della Terra bensì di una delle isole emerse su Solaris.

## Produzione
Nel 1968 la tv sovietica aveva prodotto lo sceneggiato Soljaris, in due puntate, dei registi Boris Nirenburg e Lidija Isimbaeva. Alcuni tratti estetici dei personaggi dello sceneggiato televisivo vengono ripresi da Tarkovskij nel suo film.
Nella colonna sonora di Ėduard Nikolaevič Artem'ev ricorre un adattamento del preludio corale in Fa minore Ich ruf' zu Dir, Herr Jesu Christ (BWV 639) dall'Orgelbüchlein di Johann Sebastian Bach. Gli effetti tonali sono ottenuti con un sintetizzatore fotoelettrico ANS dell'Accademia delle scienze dell'URSS, un apparecchio molto avanzato per l'epoca, competitivo con l'occidentale Moog.
Il film fu girato in interni negli studi della casa cinematografica statale Mosfil'm; gli esterni vicino a Mosca, per la scena rurale, e in Giappone, nella sequenza del tragitto automobilistico di Berton. La pellicola fu distribuita in Unione Sovietica il 20 marzo 1972 e la versione in DVD in Russia il 30 gennaio 2001.
La sequenza metropolitana intende dare un tono avveniristico al contesto. La sua lunghezza, eccessiva per taluni, sarebbe servita quale motivazione per ottenere i permessi dalle autorità per una trasferta estera degli operatori. Una cosa difficilissima, dato il clima di ristrettezza della mobilità per i cittadini sovietici, al punto che la troupe non poté filmare scorci futuribili della fiera di Osaka, oramai conclusa.

## Riconoscimenti
- 1972 - Festival di Cannes
  - Grand Prix Speciale della Giuria
  - Premio FIPRESCI

## Edizione italiana
Reclamizzato come "La risposta della cinematografia sovietica a 2001: Odissea nello spazio", il film apparve in Italia nel 1974 mutilato dei primi 40 minuti, stravolgendone i dialoghi ed i profili dei personaggi, tutto deciso dalla casa di distribuzione italiana senza consultare il regista, onde "snellire" il film per fini di cassetta.
I titoli di testa ed il mesto accompagnamento del corale per organo Ich ruf' zu dir, Herr BWV 639 di J. S. Bach sono trasferiti nella sequenza iniziale, della passeggiata di Kelvin tra i boschi, in una similitudine con la scena finale. Sono soppressi la visita di Berton, il filmato dell'inchiesta e la sua corsa tra delle tangenziali avveniristiche.
Con il copione "riadattato" da Dacia Maraini, si è fatto uso di un doppiaggio dialettale e contadino, tipico della filmografia di Pasolini. Il celebre scrittore, con un marcato accento friulano, presta la voce al padre di Kelvin. Quest'ultimo parla con accento nuorese, in accordo con la visione pasoliniana di ridurre la distanza intellettuale tra l'opera e lo spettatore.
Visionato alla 33ª Mostra internazionale d'arte cinematografica di Venezia del 1972, indignato per tale scempio, giudicandolo "antitetico" rispetto all'originale, il regista Tarkovskij pregò inutilmente per la cancellazione del suo nome dai titoli. Limitandosi alla sola traslitterazione della titolazione originale, sono accreditati degli interpreti assenti nella versione italiana, come Vladislav Dvoržeckij, nel ruolo di Berton. Ciò nonostante Solaris ottenne consensi di pubblico e di critica.
L'edizione italiana del film fu trasmessa per la prima volta sulla Rete 2 Rai nel luglio 1976, in concomitanza con l'atterraggio della sonda automatica Viking 1 sul suolo di Marte.
La stessa versione è stata edita in videocassetta VHS dagli anni novanta. L'edizione integrale è disponibile per la prima volta dal 2002 in DVD, restaurata nelle immagini - tranne nei titoli di testa - e con l'audio in russo sottotitolato.

## Remake
Nel 2002 il regista Steven Soderbergh ne ha girato un remake omonimo, con George Clooney.